# Adrien Lagrée
Adrien Lagrée (Saint-Hilaire-du-Harcouët, 25 april 1997) is een Frans wielrenner.

## Carrière
In 2019 won Lagrée het bergklassement in de Ronde van Bretagne, met vijf punten voorsprong op Peter Kibble. Twee jaar later liep hij stage bij B&B Hotels p/b KTM. Namens die ploeg nam hij in oktober deel aan Parijs-Tours. Hij eindigde met anderhalve minuut achterstand op winnaar Arnaud Démare op plek 33. In 2022 werd Lagrée prof bij de ploeg waar hij het kwartaal ervoor al stage had gelopen. In februari werd hij elfde in de proloog van de Ronde van Rwanda. Later dat jaar nam hij deel aan onder meer Nokere Koerse en de Scheldeprijs.

## Overwinningen
2019
Bergklassement Ronde van Bretagne

## Ploegen
- 2021 –  B&B Hotels p/b KTM (stagiair vanaf 1 augustus)
- 2022 –  B&B Hotels-KTM
- 2023 –  Sojasun espoir-ACNC

Barbier · Barthe · Boileau · Bonnamour · Chevalier · Debusschere · Ferasse · Gautier · Gougeard · Heidemann · Hivert · Jauregui · Koretzky · Lagrée · Laurance · Lecroq · Lemoine · Lietaer · Morice · Mozzato · Parisella · Rolland · Schönberger · Warlop · Dauphin (stagiair) · Mahoudo (stagiair) · Rouland (stagiair)